# アルバートコトドリ
アルバートコトドリ（学名：Menura alberti）は、スズメ目コトドリ科に分類される鳥類の一種。

## 分布
オーストラリア・クイーンズランド州とニューサウスウェールズ州の州境付近の亜熱帯雨林に生息する。オーストラリア固有種。
その分布域の多くは世界遺産オーストラリアのゴンドワナ多雨林群と被る。分布域は限られるが、分布域内では普通である。

## 形態
全長オス約90cm、メス約75cm。背面は赤褐色から赤茶色、腹面は乳白色、のどは赤茶色。オスはレースのような尾羽を持ち、それが竪琴に似ていることから和名の由来となっている。
コトドリによく似るが、コトドリより一回り小さく、また尾羽が短い。体色もコトドリより赤みを帯びる。

## 生態
腐葉土や腐った木の枝を脚で後ろにかき出しながら、地中の昆虫やミミズなどの無脊椎動物を探しだし捕食する。
オスのディスプレイはコトドリによく似て飾り羽のついた尾羽を上に持ち上げ、飾り羽を自分の体の上に覆うようにしながらダンスをする。しかし、飾り羽がコトドリより短いので、自身の体を隠せるほどではない。他の鳥の鳴きまねを取り入れながら、力強く鳴き叫ぶ。